# Tsolgo
Tsolgo is een plaats in het zuiden van Estland, gelegen in de gemeente Võru vald, provincie Võrumaa, 15 km van de plaats Võru. De plaats heeft de status van dorp (Estisch: küla) en telt 60 inwoners (2021).
Tot in oktober 2017 lag Tsolgo in de gemeente Lasva. In die maand werd de gemeente bij de gemeente Võru vald gevoegd.
Nabij Tsolgo is een monument opgericht voor August Sabbe, een van de laatste Woudbroeders.